# Claret (Oliola)
Claret es una entidad de población española del municipio de Oliola, perteneciente a la provincia de Lérida, en la comunidad autónoma de Cataluña. En 2022, no tenía empadronado ningún habitante.